# 默基特希臘禮天主教阿卡總教區
默基特希臘禮天主教阿卡總教區（拉丁語：Archieparchia Ptolemaidensis Melkitarum）是以色列一個東儀天主教教區（默基特希臘禮）總教區，屬泰爾總教區。
1759年建立教區，1964年11月18日升為總教區。2006年有95,000位教友、三十個堂區、卅三位司鐸。現任教區總主教為厄里亞·沙庫爾。